# Баттарра, Джованни Антонио
Джованни Антонио Баттарра (итал. Giovanni Antonio Battarra; 1714—1789) — итальянский ботаник и миколог.

## Биография

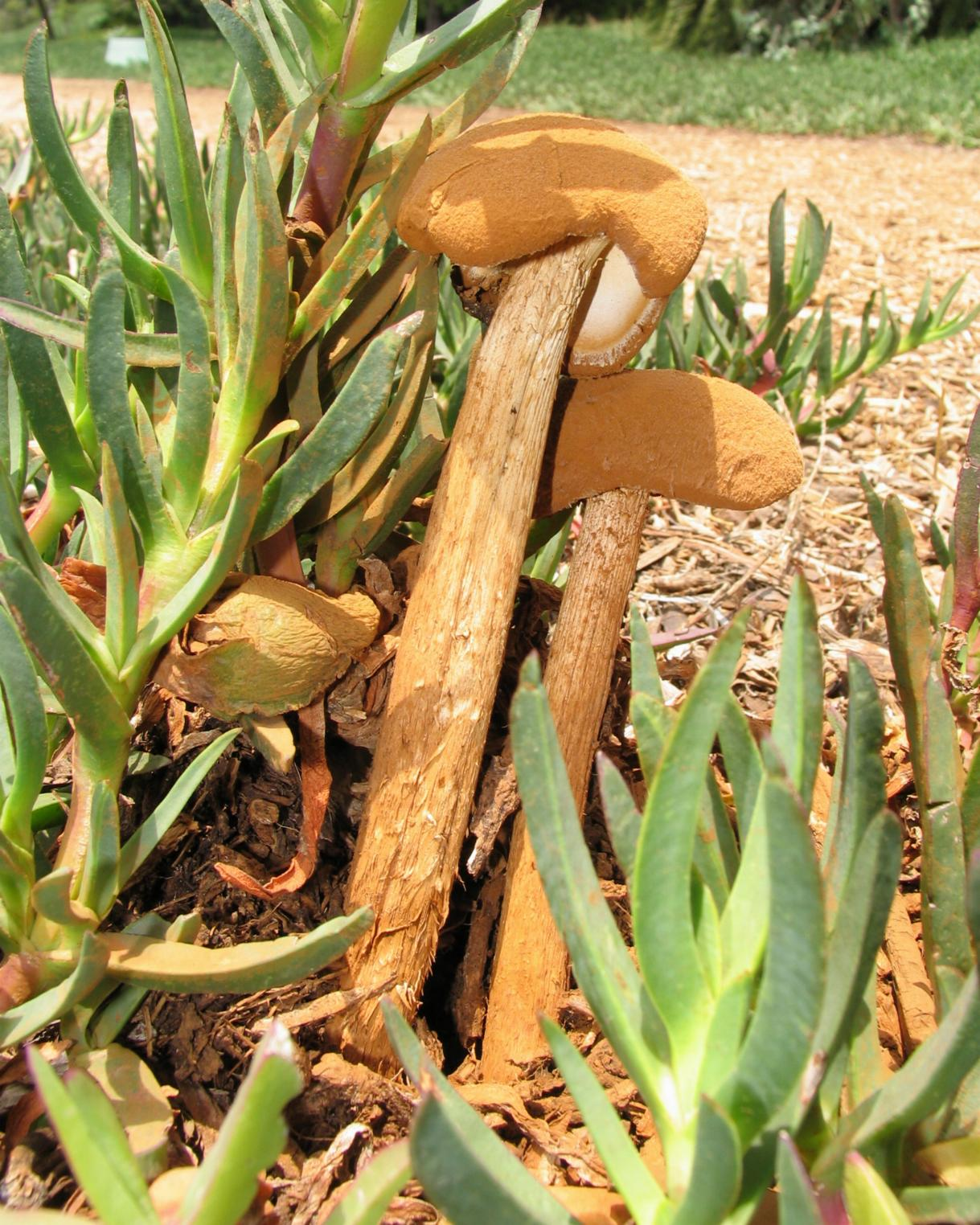
Гриб Battarea phalloides, типовой вид рода, названного в честь Баттарры

Джованни Антонио Баттарра родился 9 июня 1714 года в районе Кориано в провинции Римини в семье Доменико Баттарры и Джованны Франчески Фаббри. Учился в духовной семинарии в Римини, в 1738 году стал священником. Затем Баттарра учился геометрии, физике и естественной истории у известного биолога, археолога и врача Джованни Бьянки (1693—1775). С 1741 года Джованни Антонио преподавал философию в семинарии в Савиньяно. Там он работал на протяжении четырёх лет. Затем Баттарра заинтересовался биологией, в особенности микологией. Он был учеником натуралиста Бруно Тоцци (1656—1743), автора книги Sylva Fungorum. В 1748 году Джованни стал преподавать философию в Римини. В 1755 году была издана книга Баттарры Fungorum agri ariminensis historia, содержавшая 40 иллюстраций грибов. В 1757 году он был назначен профессором философии в Римини. В 1778 году он издал работу Pratica agraria. Джованни Баттарра скончался 8 ноября 1789 года в Римини.
В 1801 году нидерландский миколог Христиан Генрих Персон назвал в честь Баттарры род Battarrea.

## Некоторые научные работы
- Battarra, G.A. (1755). Fungorum agri ariminensis historia. 80 + vii pp., 40 pl.

## Грибы, названные в честь Дж. А. Баттарры
- Battarrea Pers., 1801
- Hypocrea subg. Battarrina Sacc., 1883 [syn.  Battarrina (Sacc.) Clem., 1931]
- Agaricus battarrae Fr., 1821
- Amanitopsis battarrae Boud., 1902 [syn.  Amanita battarrae (Boud.) Bon, 1985]
- Pleurotus battarrae Quél., 1879